# Carmen Machi Gacho
Carmen Machi Gacho (Madrid, 7 de gener de 1963) és una actriu espanyola. És especialment coneguda per interpretar al personatge d'Aída, a la sèrie televisiva homònima.
La família del seu pare era de Gènova i es va criar a Getafe. Després d'anys al teatre, Luis San Narcís li va oferir l'oportunitat de treballar a la sèrie 7 vidas. Cinc anys després, Telecinco decidí fer-ne una spin-off protagonitzada per ella mateixa: Aída.

## Filmografia

### Cinema
- La viuda negra (2025)
- Verano en diciembre (2024)
- Hem tractat massa bé a les dones (2024)
- La voz del sol (2023)
- Demà és avui (2022)
- Cerdita (2022)
- La voluntària (2022)
- Rainbow (2022)
- Llenos de gracia (2022)
- Amor de madre (2022)
- Mindanao (2021)
- El Cover (2021)
- It Snows in Benidorm (2020)
- Un efecto óptico (2020)
- Lo nunca visto (2019)
- Perdiendo el este (2019)
- La tribu (2018)
- Thi Mai, rumbo a Vietnam (2018)
- Proyecto tiempo (2017)
- Pieles (2017)
- El bar (2017)
- Villaviciosa de al lado (2016)
- Rumbos (2016)
- Las furias (2016)
- El tiempo de los monstruos (2015)
- Ocho apellidos catalanes (2015)
- Mi gran noche (2015)
- El somni d'una nit de Sant Joan (El sueño de una noche de San Juan) (veu a la versió original en castellà) (2015)
- La puerta abierta (2015)
- Perdiendo el norte (2015)
- Requisits per ser una persona normal (2015)
- Ocho apellidos vascos (2014)
- Kamikaze (2014)
- Murieron por encima de sus posibilidades (2014)
- L'Estrella (2013)
- Los amantes pasajeros (2013)
- Que se mueran los feos (2010)
- Pájaros de papel (2010)
- La mujer sin piano (2009)
- Los abrazos rotos (2009)
- El millor de mi (2007)
- Lo que sé de Lola (2006)
- El somni d'una nit de Sant Joan (2005)
- Un rey en la Habana (2005)
- Vida i color (2005)
- Escuela de seducción (2004)
- Torremolinos 73 (2003)
- Descongela't (2003)
- El caballero Don Quijote (2002)
- Hable con ella (2002)
- Sin vergüenza (2001)
- Para pegarse un tiro (2000)
- Shacky Carmine (1999)
- Lisa (1998)

### Televisió
- La mesías (2023)
- Cites (2023)
- Las de la última fila (2022)
- 30 monedas (2020)
- Escenario 0 (2020)
- Vida perfecta (2019-2021)
- Criminal (2019)
- Arde Madrid (2018)
- Rescatando a Sara (2014)
- Fenómenos (2012)
- Aída (2005-2009, 2011 i 2014)
- 7 vidas (2000-2005)
- Policías, en el corazón de la calle (2000-2001)
- Manos a la obra (1999)

### Internet
- Lo Que Surja (2007)

### Teatre
Porta treballant des dels 17 anys, i va començar fent teatre en la companyia La Abadía. Algunes de les obres que va representar van ser:
- María Sarmiento
- El mercader de venecia.
- Retablo de la avaricia
- La lujuria y la muerte
- 5 mujeres.com
- Roberto Zucco
- Auto (2007).
- La tortuga de Darwin (2008-2009).
- Platonov

## Premis i nominacions

### Premis Gaudí
- Nominada, Gaudí a la millor actriu secundària, per L'Estrella 2014.

### Premis Goya
- Guanyadora, Goya a la millor actriu secundària, per Ocho apellidos vascos 2014

### Premis Ondas
- Millor intèrpret femenina en ficció nacional, per Aída, 2008

### Premios ATV
- Millor actriu de sèrie, per Aída, 2007
- Nominada el 2006 i el 2004

### Fotogramas de Plata
- Millor actriu de TV, per Aída, 2007, 2005
- Millor actriu de TV, per 7 vidas, 2004
- Nominada, 2006,

### Premis TP d'Or
- Millor actriu de TV, per Aída, 2007, 2005
- Nominada, 2006,

### Premios de la Unión de Actores
- Millor actriu protagonista de TV, 2005, 2004
- Millor actriu secundària de TV, per 2000
- Nominada, Millor actriu secundària, 2001
- Nominada, Millor actriu secundària de teatre, La tortuga de Darwin, 2008

### Premis Max
- Nominada a Millor actriu de teatre, La tortuga de Darwin, 2008

### Premios Valle Inclán de Teatro
- Nominada a Millor actriu de teatre, La tortuga de Darwin, 2008

### Altres premis
- Premi Memorial Margarida Xirgu per Dispara/Agafa tresor/Repeteix, de Mark Ravenhill, 2013[2]